# Cidaphus nigeriensis
Cidaphus nigeriensis là một loài tò vò trong họ Ichneumonidae.